# JF Villarreal (Teksas)
JF Villarreal je naseljeno mjesto za statističke potrebe u američkoj saveznoj državi Teksas. Prema popisu stanovništva iz 2010. u njemu je živjelo 104 stanovnika.